# ジャック・キャフェリー
ジャック・キャフェリー（John "Jack" Peter Caffery、1879年5月21日 - 1919年2月2日）は、カナダの陸上競技選手である。20世紀初頭に活躍した彼は当時の名高いマラソン選手であり、1900年と1901年のボストンマラソンに2年連続で優勝した。

## 経歴
アイルランド系移民の家庭に生まれ、運転手として働いていた。彼はマラソンに取り組み、1900年に開催された第4回ボストンマラソンでは2時間39分44秒の当時のコース記録で優勝し、1901年の第5回ボストンマラソンでは、自己の記録を10分以上縮める2時間29分23秒で連覇を果たしている。
キャフェリーは、1908年ロンドンオリンピックでマラソンに出場した。このマラソンは、イタリア代表だったドランド・ピエトリの劇的なゴールシーンとその顛末（ドランドの悲劇）でよく知られている。7月24日に開催されたマラソンは、失格になったピエトリを除いて27人の選手が完走し、キャフェリーは3時間12分46秒0の記録で11位となった。
スペインかぜの合併症により、1915年に故郷のハミルトンで死去している。

## マラソンの成績
| 年   | 大会                 | 場所                 | 結果 | 記録           |
| ---- | -------------------- | -------------------- | ---- | -------------- |
| 1900 | ボストンマラソン     | ボストン（アメリカ） | 1位  | 2時間39分44秒  |
| 1901 | ボストンマラソン     | ボストン（アメリカ） | 1位  | 2時間29分23秒  |
| 1908 | ロンドンオリンピック | ロンドン（イギリス） | 11位 | 3時間12分46秒0 |